# Asobara vanalpheni
Asobara vanalpheni (лат.) — вид паразитических наездников рода Asobara из семейства Braconidae (Alysiinae, Hymenoptera). Название дано в честь голландского энтомолога Jacques van Alphen, за помощь в работе. 

## Распространение
Африка: Танзания.

## Описание
Длина от 1,9 до 2,3 мм, переднее крыло до 2,5 мм. От близких видов (Asobara zaprionae) отличается пропорциями тела, особенностями жилкования крыльев. Усики самок 22-члениковые и 21-члениковые у самцов Основная окраска тела коричневая. Жвалы крупные, простые, с 3 зубцами. Верхний зубец жвал широкий; средний зубец широкий и короткий; нижний зубец широкий. Передняя тенториальная ямка находится вдали от края глаз. Предположительно паразитируют на представителях отряда двукрылые.

## Систематика
Вид Asobara vanalpheni был впервые описан в 2019 году испанским гименоптерологом Франсиско Хавьером Перис-Фелипо (Francisco Javier Peris-Felipo, University of Valencia, Paterna, Испания) по материалам из Африки.